# Альбертув (гміна Любохня)
Альбертув (пол. Albertów) — село в Польщі, у гміні Любохня Томашовського повіту Лодзинського воєводства.
Населення — 47 осіб (2011).
У 1975-1998 роках село належало до Пйотрковського воєводства.

## Демографія
Демографічна структура станом на 31 березня 2011 року:
|          | Загалом | Допрацездатний вік | Працездатний вік | Постпрацездатний вік |
| -------- | ------- | ------------------ | ---------------- | -------------------- |
| Чоловіки | 18      | 3                  | 13               | 2                    |
| Жінки    | 29      | 8                  | 15               | 6                    |
| Разом    | 47      | 11                 | 28               | 8                    |